# Gammaherpesvirinae
Los Gammaherpesvirinae son una Subfamilia de virus ADN de vertebrados de la familia Herpesviridae linfoproliferante, con la peculiaridad de vivir en latencia en linfocitos B. Entre las especies de los gammaherpesvirinae, se encuentran virus que infectan animales, incluyendo humanos:
Gallid Herpesvirus 1
Gallid Herpesvirus 2
Herpesvirus Humano 4
Herpesvirus Humano 8 (Sarcoma de Kaposi, entre otros)
Herpesvirus Leporino 1